# Čipmank východní
Čipmank východní (Tamias striatus) je větší příbuzný burunduka, od něhož se liší především zbarvením. Na každé straně těla má světlý pruh od krku až k ocasu, lemovaný tmavou srstí. Uši zřetelně vystupují ze srsti.

## Tělesné rozměry
- Délka těla: 20 – 30 cm
- Délka ocasu: 7,8 - 11,3 cm
- Hmotnost: 70 - 140 g

## Výskyt

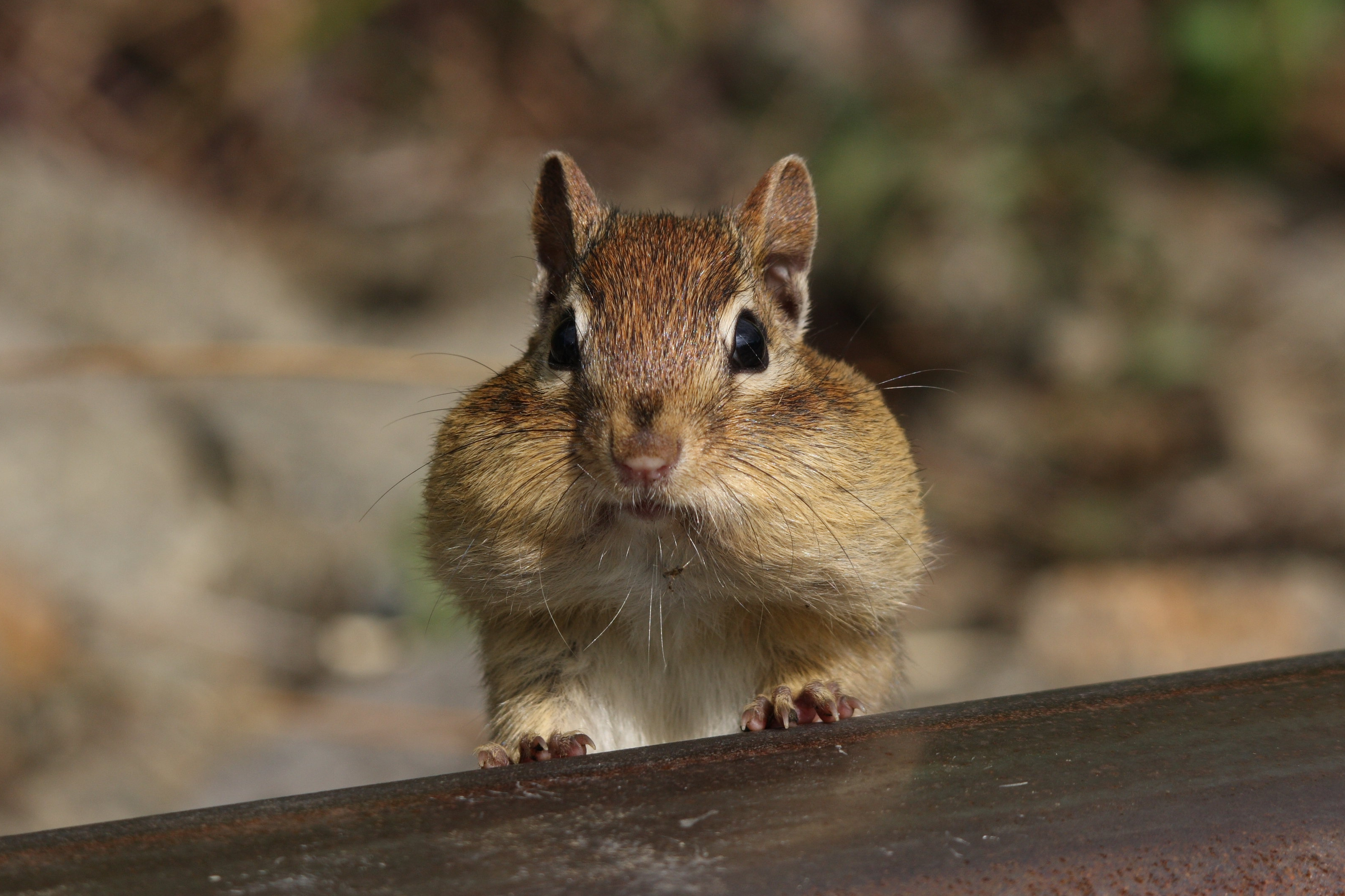
Čipmank východní s naplněnými lícními torbami

Čipmank žije v jihovýchodní Kanadě a v severovýchodní části USA, směrem na západ až do Severní Dakoty a východní Oklahomy a na jih k Mississippi. Nejčastěji se druh vyskytuje v otevřené krajině a na okrajích lesů, v křovinách, ale i v okolí domů.

## Způsob života
Nory si hloubí pod kořeny stromů a pod kameny. S oblibou šplhá po stromech, když zrají semena (žaludy, semena amerického ořešáku), ze kterých si dělá zásoby. Větší část roku tráví pod zemí v norách dlouhých až 10 m.

## Rozmnožování
Koncem března je rozmnožování v plném proudu. Koncem dubna a začátkem května rodí samice 3 – 5 mláďat, která jsou slepá. Za další měsíc jsou mláďata schopna opouštět hnízdo.